# Gridlocked
Ne doit pas être confondu avec le film Gridlock'd.
Pour plus de détails, voir Fiche technique et Distribution.
Gridlocked (litt. « Bloqué ») ou Sortie de secours au Québec est un film canadien réalisé par Allan Ungar, sorti en 2015.

## Synopsis
Un groupe de mercenaires prend d'assaut un camp d'entraînement. Un ex-membre de l'unité d'élite décide de contrecarrer leur plan. Il se retrouve accompagné d'une vedette de cinéma arrogante qui l'observe pour préparer un prochain rôle...

## Fiche technique
- Titre français (DVD) : Issue de secours
- Réalisation : Allan Ungar
- Scénario : Rob Robol et Allan Ungar
- Directeur de la photographie : Pasha Patriki
- Montage : Michael Lane et Allan Ungar
- Musique : Jacob Shea
- Costumes : Kendra Terpenning
- Décors : Kristy Hollidge
- Production : Jeff Hart et Bruno Marino
- Genre : Film d'action
- Pays :  Canada
- Durée : 110 minutes
- Date de sortie :
  -  Canada : 20 octobre 2015 (Toronto)
  -  États-Unis : 14 juin 2016
  -  France : 17 janvier 2017 en DVD

## Distribution
- Dominic Purcell (VF : Éric Aubrahn ; VQ : François L'Écuyer) : David Hendrix
- Cody Hackman (VF : Arthur Pestel ; VQ : Gabriel Lessard) : Brody Walker
- Stephen Lang (VF : Jean-Bernard Guillard ; VQ : Benoît Rousseau) : Korver
- Trish Stratus (VF : Adeline Germaneau ; VQ : Julie Beauchemin) : Gina
- Danny Glover (VF : Emmanuel Jacomy ; VQ : Guy Nadon) : Sully
- Vinnie Jones (VF : Guillaume Orsat ; VQ : Patrick Chouinard) : Ryker
- Saul Rubinek (VF : Pascal Casanova ; VQ : Jacques Lavallée) : Marty
- Richard Gunn (VF : Guillaume Lebon) : Maddox
- Steve Byers (VF : Thomas Roditi ; VQ : Alexis Lefebvre) : Scott Calloway
- James A. Woods (VF : Stéphane Pouplard ; VQ : Hugolin Chevrette-Landesque) : Jason
- Romano Orzari (VF : Marc Saez ; VQ : Sébastien Dhavernas) : Dallas
- J. P. Manoux (VF : Hervé Caffin) : Finn

 Source et légende : version française (VF) sur RS Doublage et version québécoise sur Doublage QC

## Autour du film
Le concept du film n'est pas sans rappeler celui de La Manière forte, là où une star hollywoodienne faisait équipe avec un flic new-yorkais pour travailler un rôle. À noter que Stephen Lang avait également joué dans ce film de John Badham.
Dans ce film, Danny Glover fait deux allusions à son personnage de Roger Murtaugh dans la série de films L'Arme fatale : une première fois lorsqu'il dit « je suis trop vieux pour ces conneries » (« I'm gettin too old for this shit » dans la version originale), l'une de ses répliques favorites, et une seconde fois où il dit, avant de mourir, qu'il aurait aimé faire une « dernière partie de pêche », son personnage de la quadrilogie ayant acheté un bateau à cet effet.